# Jean Cremona

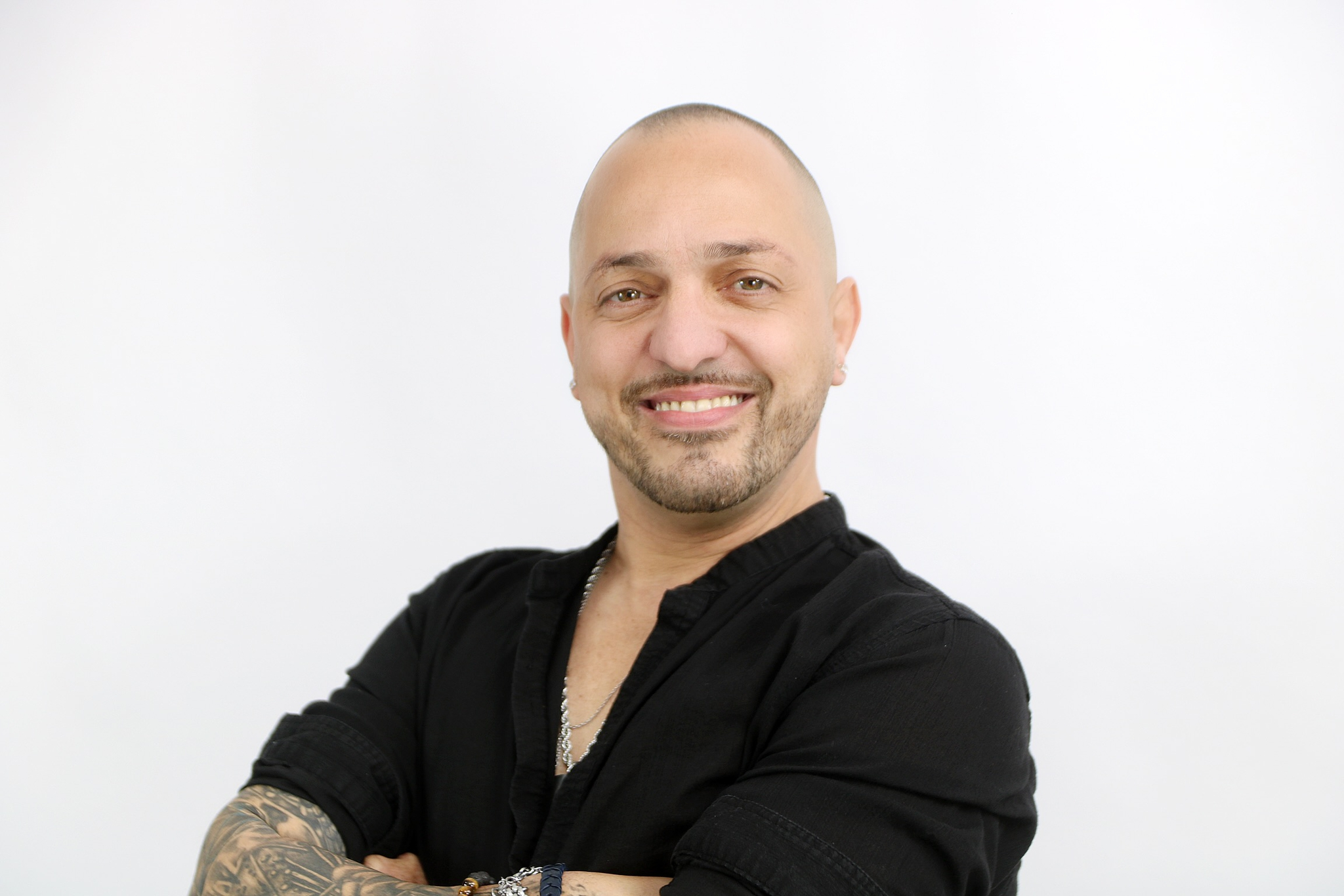

Jean Cremona (São Paulo, Brasil, 3 de Agosto de 1977) é um cantor, compositor, ator e apresentador brasileiro radicado em Portugal.

## Biografia
Jean Cremona nasceu em São Paulo, Brasil, no hospital São Camilo.  
Filho de João Domingos Cremona e Maria Luiza Parente Cremona.  
Durante a sua juventude estudou na faculdade Tom Jobim.  
Jean iniciou a sua carreira artística aos 15 anos, atuando em programas infantis das mais diversas emissoras brasileiras, como Raul Gil (TV Record) Bolinha (TV Bandeirantes) e Show de Calouros (SBT), e onde saiu vencedor. 
Atuou como puxador na escola de samba X9, e ao mesmo tempo gravou com vários artistas de renome como Eliana de Lima, Elymar Santos Bruno & Marrone, Zezé Di Camargo & Luciano, Royce do Cavaco, entre outros, fazendo coros. 
Lançou o seu primeiro álbum "Primeiro Andar" no ano de 2000, através da gravadora Sicam. 
Em 2003 saiu da sua terra natal em busca de concretizar o seu sonho no mundo da música e o destino escolhido foi Portugal.
Em 2004 participou no programa Ídolos, do qual saiu em 8º lugar. 
Em 2005 gravou um CD com a Vidisco, intitulado de "Menina Levada", o qual obteve mais de 10 mil cópias vendidas, tornando-se disco de ouro.
Em 2007 foi convidado a fazer parte do projeto "Dança Brasil" como vocalista, lançando um álbum através da Vidisco, produzido pelo Grupo Chiado. 
Em 2012, Jean Cremona trabalhou no programa da tarde da TV Record Europa como apresentador ao lado de João Kleber, fazendo os apanhados em Portugal. 
Em Portugal, enquanto lutava pelo seu sonho encontrou o amor ao lado de Catarina Padrão, dessa relação nasceu Thaíssa Padrão Cremona e Thaís Padrão Cremona. 
Em 2017 gravou o single "Fotografia", música composta pelo cantor português José Cid.
Também em 2017, contracenou com um dos maiores nomes da televisão portuguesa, Diogo Morgado, na telenovela "Ouro Verde", transmitida na TVI, e na TV Bandeirantes, no Brasil. Interpretou durante um período de 3 meses o personagem "Roberto", que era o chefe da cadeia onde o personagem de Diogo Morgado estava, e onde salvou a sua vida. 
Apresentou, durante o verão de 2019, o programa "Verão Tropical", ao lado de "Fatinha", personagem interpretada pela atriz e cantora Luciana Abreu, na rádio Tropical FM, personagem esta que faz também ela parte do videoclipe do single "Uma Noite e Meia", lançado em 2021.m
Em 2020 lançou uma música para todas as mães, "Obrigado, mãe".
Em 2022 gravou e lançou o single "O Que Me Traga Bem" com a gravadora BUY-RECORDS, o qual se veio a revelar uma grande surpresa pois, em menos de 1 mês, foi single de ouro com mais de 1M de streamings nas plataformas digitais. Este disco de ouro, foi entregue em direto na SIC. 
Ainda nesse mesmo ano lançou o mais recente single "Cada um na Sua". 
Desde o final de 2019 até à atualidade apresenta aos sábados de manhã o programa "Jean Cremona Convida", na Tropical FM, onde entrevista os maiores nomes da música portuguesa. 
Em 2022 foi também criado um projeto em conjunto com o restaurante Mundet Factory, e que dura até à atualidade. O projeto chamado de "Feijoada do Cremona" tem como objetivo levar até ao Seixal a música e gastronomia brasileira, todas as sextas-feiras ao almoço.
Atualmente está a gravar um documentário sobre a sua história de vida e todo o seu percurso até aos dias de hoje.
Prepara-se também para o espetáculo de celebração dos seus 30 anos de carreira. 

## Discografia
| Ano  | Título                        | Gravadora       | Notas                                        |
| ---- | ----------------------------- | --------------- | -------------------------------------------- |
| 2000 | Primeiro Andar                | Sicam           |                                              |
| 2003 | Papo Sério                    | Via Brasil      |                                              |
| 2005 | Menina Levada                 | Vidisco         | disco de ouro, 10 mil cópias vendidas        |
| 2007 | Dança Brasil                  | Vidisco         |                                              |
| 2010 | Fala-me de Amor               | Jadaujy Records |                                              |
| 2017 | Fotografia                    | Vidisco         | composta por José Cid                        |
| 2017 | Não Me Deixes Mais            | Vidisco         |                                              |
| 2019 | Amor e Fogo                   | País Real       |                                              |
| 2019 | Maria vai lavar a roupa       | País Real       |                                              |
| 2020 | Obrigado, mãe                 |                 |                                              |
| 2021 | Uma Noite e Meia              | Vidisco         |                                              |
| 2022 | Coração de Pedra              | BUY-RECORDS     |                                              |
| 2022 | Volta Para Mim                | BUY-RECORDS     |                                              |
| 2022 | O Que Me Traga Bem            | BUY-RECORDS     | disco de ouro, 1M streamings nas plataformas |
| 2022 | Cada um na Sua                | BUY-RECORDS     |                                              |
| 2023 | Cada um na Sua (SATNIK Remix) | BUY-RECORDS     |                                              |

## Ligações Externas
Página oficial